# Leopoldino Ortiz Santos
Leopoldino Ortiz Santos (San Luis Potosí, San Luis Potosí, 16 de noviembre de 1929 - México D. F. 3 de marzo de 2004) fue un político mexicano, miembro del Partido Revolucionario Institucional, fue Ministro de la Suprema Corte de Justicia de la Nación de 1985 a 1987y Gobernador de San Luis Potosí de 1987 a 1991.

## Biografía
Leopoldino Ortiz Santos fue Licenciado en Derecho egresado de la Universidad Autónoma de San Luis Potosí, inició el ejercicio de su carrera como secretario auxiliar y luego secretario general de la Junta Federal de Conciliación y Arbitraje, agente del Ministerio Público, secretario general de acuerdos, juez de distrito y magistrado de circuito; subprocurador fiscal de la Secretaría de Hacienda y Crédito Público de 1970 a 1978 y procurador fiscal del Distrito Federal de 1978 a 1982, este último año fue elegido diputado federal por el Distrito 6 de San Luis Potosí a la LII Legislatura de ese año al de 1985. Antes de concluir su periodo, el presidente Miguel de la Madrid lo nombró ministro numerario de la Suprema Corte de Justicia de la Nación, por lo que pidió licencia como dipuatado el 9 de abril de 1985, y fue ratificado ministros por el Congreso el día 18 siguiente.

## Gobernador Interino
El 26 de mayo de 1987 el Congreso de San Luis Potosí lo nombró gobernador sustituto del Estado ante la licencia del constitucional Florencio Salazar Martínez, por lo que el mismo día recibió licencia como ministro de la Suprema Corte de Justicia de la Nación. Le correspondió afrontar el conflicto electoral como consecuencia de las elecciones celebradas en agosto de 1991 en que se enfrentaron Fausto Zapata Loredo y Salvador Nava Martínez, siendo declarado triunfador el primero, aunque los navistas denunciaron fraude electoral. El 26 de septiembre de 1991 entregó la gubernatura a Fausto Zapata.

## Muerte
Falleció el 3 de marzo de 2004.